# Блау, Эрнст Отто Герман
Эрнст Отто Фридрих Герман Блау (нем. Ernst Otto Friedrich Hermann Blau, 21 апреля 1828, Нордхаузен, — 26 февраля 1879, Одесса) — немецкий дипломат; ориенталист, славист, путешественник. Вице-канцлер посольства Пруссии в Константинополе; генеральный консул дипмиссий в Трапезунде, в Сараеве, в Одессе; известен также как автор множества трудов по этнографии и нумизматике народов Ближнего Востока и Балкан.

## Биография
Родился 21 апреля 1828 года в Нордхаузене. Отец — школьный учитель, а впоследствии суперинтендент, Кристиан Фридрих Блау, — дал ему первоначальное образование. С 14-ти лет — воспитанник алюмната (духовная школа-интернат при монастыре) в бывшем аббатстве Пфорта, принадлежавшем прусской короне. Здесь он увлёкся изучением славянских и восточных, особенно семитических, языков.
В 1848 поступил в Галльский университет, на кафедру богословия и философии, но вскоре перешёл на факультет восточных языков. В 1850 продолжил изучение в Лейпцигском университете. В 1852, благодаря протекции знакомого семьи, дипломата Луи фон Вильденбруха, получил должность атташе прусского посольства в Турции, куда прибыл в том же году вместе с фон Вильденбрухом, назначенным главой этого посольства.
Основной обязанностью молодого сотрудника в посольстве стало обеспечение торговых отношений. В 1854 году он предпринял путешествие по Малой Азии и островам греческого архипелага с целью изучить рынки, производства и возможности расширить прусско-турецкую торговлю. Плодом этого путешествия было его сочинение «De numis Achaemeneidarum aramaeopersicis» (Лейпциг, 1855) и повышение до звания вице-канцлера посольства.
В 1857 между Пруссией и Персией был заключён первый торговый договор. В подготовке договора Отто Блау сыграл важную роль, поэтому и первоначальное обеспечение этого договора было поручено ему: для изучения на месте состояния торговли его направили в Персию, где он пробыл около года. Результатом сделанных им наблюдений стали секретные отчёты и публичная книга «Kommerzielle Zustände», изданная в Берлине в 1858 году. В том же году Отто Блау назначили генеральным консулом дипмиссии в Трапезунде, основанной, скорее всего, по его же предложению — для обеспечения торговых интересов Пруссии в районе турецко-персидской границы.
Во время службы в Трапезунде Блау энергично изучал окрестности, собирал сведения о местных народах, языках и обычаях. Часто совершал поездки вглубь страны, всё с той же целью — найти новые рынки и товары, и добился заметного оживления прусско-турецкой торговли в этом регионе.
В 1861, как знаток южно-славянских языков, Отто Блау участвовал в международной комиссии, сопровождавшей главнокомандующего турецкими войсками, Омера-пашу, и созданной в надежде посредством переговоров предотвратить надвигавшуюся войну с сепаратистами Герцеговины, Албании и Черногории. В специальном докладе Блау обратил внимание своего правительства на большой экспортно-импортный потенциал территорий балканских славян, и в 1864 году, учитывая успех трапезундской миссии, его назначили генеральным консулом дипмиссии, открытой Пруссией в Сараеве, — столице турецкой провинции Босния и Герцеговина.
В 1870, во время Франко-прусской войны, Отто Блау был «мобилизован» и, по представлению МИД Германии, назначен главой Центра службы учёта раненных и больных ветеранов (Generalnachweisbüro für die im Feld verwundeten oder erkrankten Kriegsteilnehmer). После скорой победы (март-май 1871) вернулся в Сараево.
В 1872, уже как один из опытнейших сотрудников МИД по вопросам восточной и юго-восточной торговли, переведён генеральным консулом дипмиссии Германской империи в Одессе. Здесь, прослужив около семи лет, 26 февраля 1879 года, по неясным из источников причинам, генеральный консул Германии в Одессе Отто Блау покончил с собой.
Отто Блау всегда собирал все доступные ему сведения по истории, этнографии, филологии, нумизматике, географии и ботанике тех мест, где ему доводилось служить, и щедро делился своими наблюдениями и находками с читателями немецких научных журналов. Кроме многочисленных статей о Востоке, напечатанных им в разных повременных изданиях (между прочим, в таких авторитетных, как «Mittheilungen», «Preussische Handelsarchiv» и других), он написал большую монографию «Reisen in Bosnien und in Herzegowina» (Берлин, 1877), — о малоизвестных тогда землях южных славян. Его учёная работа «Памятники боснийско-турецкого языка» (Лейпциг, 1868) помещена в «Abhandlungen», — официальном журнале общества немецких ориенталистов. Множество исследований по нумизматике опубликовано в «Blatter für Münzkunde» и «Wiener numismatische Zeitung». Ценная коллекция собранных им монет хранится в монетном музее Лейпцигского университета.